# Eriolaena wallichii
Eriolaena wallichii là một loài thực vật có hoa trong họ Cẩm quỳ. Loài này được DC. mô tả khoa học đầu tiên năm 1823.